# Daniel Spiegelberg
Daniel Spiegelberg, né en 1937 à Strasbourg, est un pianiste, concertiste et enseignant vaudois.

## Biographie
Daniel Spiegelberg étudie le piano dans la classe de Nathalie Radisse. Après l'obtention, en 1954, d'un premier prix, il entre à l'École Marguerite Long - Jacques Thibaud à Paris où il reste cinq ans, travaillant le piano auprès de Jean Doyen et Marguerite Long. En 1958, sa licence de concert en poche, Daniel Spiegelberg se perfectionne auprès de Carl Seemann à Fribourg-en-Brisgau (1960) puis, après une interruption de 28 mois due au service militaire, effectué en Algérie (1961-1962), il étudie auprès de Ventsislav Yankoff à Paris (1962-1963). Il poursuit sa formation au Conservatoire de musique de Genève dans la classe de Louis Hiltbrand où il remporte un 1er prix de virtuosité avec distinction à l'unanimité, et le prix Paderewski-Filipinetti en 1965 avant d'étudier la musique de chambre auprès de Sandor Vegh à Zurich.
Daniel Spiegelberg entame alors une carrière de pianiste concertiste, au cours de laquelle il est appelé à jouer régulièrement pour les stations de radio/télévision les plus importantes et est l'invité de nombreux festivals internationaux. En parallèle, il apprécie particulièrement la musique de chambre. Durant toute sa carrière, Daniel Spiegelberg défend avec engagement des œuvres, souvent contemporaines, de compositeurs méconnus ou peu connus, comme le 2e Concerto de Raffaele d'Alessandro, avec l'Orchestre de la Suisse romande ou, avec le pianiste suisse Pierre Goy, le Thème et Variations pour deux pianos du même compositeur ou encore les Études pour 2 pianos de Frank Martin. Il fait également connaître des œuvres d'Henri Gagnebin, comme son Concerto, ses Trois dances ou la Suite qui lui est dédiée. Il interprète également les Schweizer Lieder und Tänze et les Walzer avec la pianiste polonaise Barbara Halska. Parmi ses enregistrements, outre un premier enregistrement mondial de l'intégrale des 7 sonates de Beethoven pour violoncelle et piano avec Dimitry Markevitch (1991), il faut citer l'intégrale de l’œuvre pour piano de Frank Martin (1991) et Le Cirque Hipparque de François Thury (1992). En 2002 paraît un disque consacré à des œuvres pour piano de compositeurs romands du XXe siècle: Emile-Robert Blanchet, Henri Stierlin-Vallon, Constantin Regamey, Claude Dubuis, Pierre-André Bovet, William Blank et Fabio Maffei. Ce disque est co-produit par la BCU Lausanne d'après des partitions déposées dans les fonds des Archives musicales. En 2006 sort un enregistrement de L'Insectarium du compositeur vaudois Michel Cardinaux, et en 2007, l’œuvre pour piano du compositeur suisse tragiquement décédé, François Olivier.Par ailleurs, Daniel Spiegelberg s'est produit avec Brigitte Buxtorf, Brigitte Balleys, Pablo Loerkens, Joël Maroshi, Robert Zimansky, le Trio Livschitz, le Quatuor de Genève, le Quatuor Stanislas de Nancy et le Quatuor Kocian de Prague. D'une manière générale, outre ses choix de compositeurs, la presse salue son toucher raffiné et la vitalité de ses interprétations. Une part importante de l'activité de Daniel Spiegelbergest dévolue à l'enseignement. Il est, en effet, dès 1967, professeur de piano, puis, en 1976, professeur de lecture de partitions d'orchestre au Conservatoire de musique de Genève et, en 1983, professeur en classe de diplôme et de virtuosité au Conservatoire de Lausanne, poste qu'il occupe durant plus de vingt ans. Il est également l'invité de cours d'interprétation et de musique de chambre en Allemagne, Espagne, Pologne et Suisse.

## Sources
- « Daniel Spiegelberg », sur la base de données des personnalités vaudoises sur la plateforme « Patrinum » de la Bibliothèque cantonale et universitaire de Lausanne.
- Spiegelberg, Daniel, Œuvres pour piano (E.-R. Blanchet, H. Stierlin-Wallon, C. Regamey, C. Dubuis, P.-A. Bovey, W. Blank, F. Maffei), RSR 2002, DCR 5433
- Senff, « L'insectarium de Michel Cardinaux », 24 Heures, 2006/06/02
- Poget, « Gloire ou oubli, qui décide ? », 24 Heures, 2007/11/27, p. 18
- « Une interprétation parfaite de la sensibilité catalane », Le Progrès, Lyon, 2010/11/18, p. 11.